# Braggov pogoj
Braggov pogoj (tudi Braggov zakon in Vulf-Braggov pogoj) opisuje pogoje za nastanek interferenčnih ojačitev pri sipanju rentgenskih žarkov na kristalu. 
Imenuje se po angleškem fiziku in kemiku Williamu Henryju Braggu (1862 – 1942) in njegovem sinu v Avstraliji rojenem britanskem fiziku Williamu Lawrencu Braggu (1890 – 1971 ). Leta 1915 sta za raziskave kristalnih struktur z rentgenskimi žarki dobila Nobelovo nagrado. Neodvisno od Williama Lawrencea Bragga je leta 1913 pogoj zapisal tudi ruski kristalograf Georgij Viktorovič Vulf (1863 – 1925).
Braggov uklon (Braggovo sipanje) dobimo, kadar rentgenski žarki zadenejo kristal in s tem atome v kristalu. Rentgenski žarki povzročijo dodatno gibanje elektronov ˙(elektronskega oblaka) in zaradi tega pride do ponovnega sevanja valov z isto valovno dolžino, kot jo je imelo vpadno valovanje. To imenujemo Rayleighovo sipanje (elastično sipanje). Žarki se torej na kristalni mreži sipljejo in v določenih smereh dobimo ojačitve v skladu z Braggovim pogojem . Do ojačitev pride v smereh, kjer je razlika poti žarkov, ki se sipljejo (odbijejo) od različnih kristalnih ravnin, enaka mnogokratniku valovnih dolžin vpadajočega valovanja. 
Ojačitve v sipanem valovanju dobimo samo v določenih smereh, ki izpolnjujejo naslednji pogoj:
{\displaystyle 2d\sin \theta =n\lambda \!\,,}
kjer je:
- {\displaystyle d\!}  razdalja med dvema sosednjima kristalnima ravninama
- {\displaystyle \theta \!} uklonski kot oziroma kot sipanja
- {\displaystyle n\!} celo število
- {\displaystyle \lambda \!} valovna dolžina vpadajočega valovanja

Iz obrazca se vidi, da je najdaljša valovna dolžina, pri kateri je še izpolnjen pogoj enaka {\displaystyle 2d\!}, kar se zgodi pri kotu {\displaystyle \theta =\pi /2\!}.